# ستاری ژدنیک
ستاری ژدنیک (به صربی: Stari Žednik) یک منطقهٔ مسکونی در صربستان است که در Subotica Municipality واقع شده‌است.